# بحث بكلمات رئيسية
البحث بكلمات رئيسية هو إجراء يستخدمه محترفو تحسين محركات البحث بهدف العثور على عناصر البحث الفعلية التي يقوم المستخدمون بإدخالها إلى محركات البحث عند إجرائهم لأي عملية بحث. ويقوم محترفو تحسين محركات البحث بإجراء الأبحاث عن الكلمات المفتاحية أو الرئيسية بهدف تحقيق ترتيب أفضل للكلمات المفتاحية التي يريدونها.

## عقبات محتملة

### العلامات التجارية الموجودة
إذا قررت إحدى الشركات أن تقوم ببيع أحذية نايكي (Nike) عبر الإنترنت، فستجد أن السوق عالي التنافسية وأن علامة نايكي التجارية نفسها هي السائدة. بعبارة أخرى، يُوصى في هذه الحالة باستخدام أداة للكلمات المفتاحية للحصول على المساعدة في اختيار أفضل جملة مفتاحية. إذ أن تلك الأداة توفر إحصائيات عن عمليات البحث كل شهر، وكذلك التركيبة السكانية (الديموغرافية) لهؤلاء الباحثين. كما أن اختيار عبارة مفتاحية مع العديد من عمليات البحث، مثل "أحذية نايكي (Nike Trainers)"، يجعل الحصول على رتبة أعلى أمرًا أكثر صعوبة.
علاوةً على ذلك، يمكن التغلب على صعوبة الترتيب لعبارات البحث التنافسية من خلال استخدام العبارات المفتاحية طويلة الذيل (Long-tail Keywords)، وهي عبارات أكثر تحديدًا وأطول من الكلمات المفتاحية العامة. هذه العبارات عادةً ما تجذب جمهورًا لديه نية بحث واضحة، وتكون أقل تنافسًا، مما يزيد من فرص الحصول على ترتيب أعلى في نتائج البحث، ويُحسّن معدل التحويل كذلك.